# Speltidning
Speltidning kan en tidskrift kallas som är inriktad på olika slag av spel och vadslagning. En typ som har blivit vanligare de senaste åren är datorspelstidningarna med fokus på datorspel och gaming.